# Буриказгановский сельсовет
Буриказгановский сельсовет — муниципальное образование в Стерлитамакском районе Башкортостана.
Административный центр — село Буриказганово.

## История
Согласно Закону о границах, статусе и административных центрах муниципальных образований в Республике Башкортостан имеет статус сельского поселения.

## Население
| 2002  | 2009  | 2010  | 2012  | 2013  | 2014  | 2015  |
| ----- | ----- | ----- | ----- | ----- | ----- | ----- |
| 2197  | ↗2294 | ↘2130 | ↘2092 | ↘2024 | ↘2003 | ↘1976 |
| 2016  | 2017  | 2018  |       |       |       |       |
| ↘1941 | ↘1910 | ↘1893 |       |       |       |       |

## Состав сельского поселения
| № | Населённый пункт | Тип населённого пункта       | Население |
| - | ---------------- | ---------------------------- | --------- |
| 1 | Буриказганово    | село, административный центр | ↘799      |
| 2 | Талачево         | село                         | ↘895      |
| 3 | Садовка          | село                         | ↘424      |
| 4 | Петропавловка    | деревня                      | ↗12       |

## Известные уроженцы
- Богданов, Натфулла Хуснуллович (28 декабря 1913 — 18 декабря 1989) — советский нефтяник, изобретатель и учёный, занимался проблемами бурения скважин малого и уменьшенного диаметра, Заслуженный нефтяник БАССР (1965)[16].
- Гайфуллин, Миниахмет Зиннатович (28 августа 1914 — 19 апреля 2002) — участник освоения Введеновского, Грачёвского, Ишимбайского, Кинзебулатовского, Тереклинского нефтяных месторождений, Герой Социалистического Труда (1959)[17][18].
- Мунасыпов, Минигаффан Хайруллович (1 декабря 1929 — 21 октября 1997) — советский нефтяник-буровик, Заслуженный нефтяник БАССР (1979), Почётный нефтяник БАССР (1980)[19].
- Пулькин, Григорий Степанович (1916 — 12 января 1945) — кузнец артиллерийской батареи 28-го артиллерийского полка 19-го стрелкового корпуса 7-й армии, красноармеец, первый из уроженцев Башкортостана Герой Советского Союза (1940)[20][21].